# Eve Arden
Pour les articles homonymes, voir Arden.

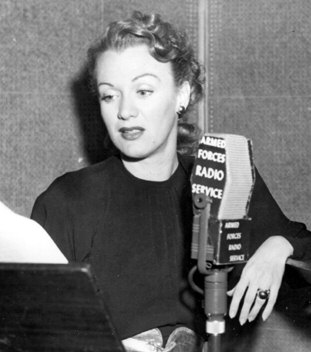
Eve Arden vers 1940

Eve Arden (née Eunice Mary Quedens) est une actrice américaine née le 30 avril 1908 à Mill Valley (Californie, États-Unis) et morte le 12 novembre 1990 à Los Angeles (Californie).

## Filmographie
- 1929 : Song of Love de Erle C. Kenton : Maisie LeRoy
- 1933 : Le Tourbillon de la danse (Dancing Lady) de Robert Z. Leonard : Marcia (the Southern actress)
- 1937 : Oh Doctor de Ray McCarey : Shirley Truman
- 1937 : Pension d'artistes (Stage Door) de Gregory LaCava : Eve
- 1938 : Noix-de-Coco Bar (Cocoanut Grove) d'Alfred Santell : Sophie De Lemma
- 1938 : Vacances payées (Having Wonderful Time) de Alfred Santell : Henrietta
- 1938 : Letter of Introduction (en) de John M. Stahl : Cora Phelps
- 1939 : Women in the Wind de John Farrow : Kit Campbell
- 1939 : Big Town Czar : Susan Warren
- 1939 : The Forgotten Woman : Carrie Ashburn
- 1939 : Divorcé malgré lui (Eternally Yours) : Gloria
- 1939 : Un jour au cirque (At the Circus) d'Edward Buzzell : Peerless Pauline
- 1939 : A Child Is Born : Miss Pinty, une infirmière
- 1940 : Le Poignard mystérieux (Slightly Honorable) de Tay Garnett : Miss Ater
- 1940 : She Couldn't Say No : Alice Hinsdale
- 1940 : Camarade X de King Vidor : Jane Wilson
- 1940 : No, No, Nanette : Winnie
- 1941 : Illusions perdues (That Uncertain Feeling) d'Ernst Lubitsch : Sally Aikens (secrétaire de Jones)
- 1941 : La Danseuse des Folies Ziegfeld (Ziegfeld Girl) : Patsy Dixon
- 1941 : She Knew All the Answers : Sally Long
- 1941 : San Antonio Rose : Gabby Trent
- 1941 : Whistling in the Dark: 'Buzz' Baker
- 1941 : L'Entraîneuse fatale (Manpower) : Dolly
- 1941 : Le Dernier des Duane (Last of the Duanes) de James Tinling : Kate
- 1941 : Sing for Your Supper (en) de Charles Barton : Barbara Stevens
- 1941 : J'épouse ma femme (Bedtime Story) : Virginia Cole
- 1942 : Obliging Young Lady : 'Space' OShea, alias Suwanee Rivers
- 1943 : Hit Parade of 1943 : Belinda Wright
- 1943 : Let's Face It : Maggie Watson
- 1944 : La Reine de Broadway (Cover Girl) : Cornelia 'Stonewall' Jackson
- 1944 : The Doughgirls : Sgt. Natalia Moskoroff
- 1945 : Pan-Americana de John H. Auer : Hoppy
- 1945 : Earl Carroll Vanities : 'Tex' Donnelly
- 1945 : Patrick the Great : Jean Mathews
- 1945 : Le Roman de Mildred Pierce (Mildred Pierce) : Ida Corwin
- 1946 : Le Droit d'aimer (My Reputation) : Ginna Abbott
- 1946 : Le Laitier de Brooklyn (The Kid from Brooklyn) : Ann Westley
- 1946 : Nuit et Jour (Night and Day) : Gabrielle
- 1947 : Schéhérazade (Song of Scheherazade) : Madame de Talavera
- 1947 : The Arnelo Affair : Vivian Delwyn
- 1947 : L'Infidèle (The Unfaithful) : Paula
- 1947 : L'Aventure à deux (The Voice of the Turtle), d'Irving Rapper : Olive Lashbrooke
- 1948 : Un caprice de Vénus (One Touch of Venus) : Molly Stewart
- 1948 : Whiplash : Chris Sherwood
- 1949 : Il y a de l'amour dans l'air (My Dream Is Yours) : Vivian Martin
- 1949 : The Lady Takes a Sailor : Susan Wayne
- 1950 : La Rue de traverse (Paid in Full), de William Dieterle : Tommy Thompson
- 1950 : Curtain Call at Cactus Creek : Lily Martin
- 1950 : No, no, Nanette (Tea for Two) : Pauline Hastings
- 1951 : Three Husbands : Lucille McCabe
- 1951 : La Flamme du passé (Good bye my fancy) : Woody
- 1952 : Cinq mariages à l'essai (We're Not Married!) : Katie Woodruff
- 1952 : Our Miss Brooks (série TV) : Connie Brooks
- 1953 : Madame voulait un manteau de vison (The Lady Wants Mink) de William A. Seiter : Gladys Jones
- 1956 : Our Miss Brooks : Connie Brooks
- 1957 : The Eve Arden Show (série TV) : Liza Hammond
- 1959 : Autopsie d'un meurtre (Anatomy of a Murder) : Maida Rutledge
- 1960 : Ombre sur notre amour (The Dark at the Top of the Stairs) de Delbert Mann : Lottie Lacey
- 1960 : La Vénus au vison (Butterfield 8) : vendeuse de la bijouterie
- 1965 : Ma sorcière bien-aimée (Bewitched) (série TV), 2e saison, épisode 18 (Et maintenant nous sommes trois !) : Nurse Kelton
- 1965 : Deux Cinglés à l'armée (Sergeant Dead Head) de Norman Taurog : Lt. Charlotte Kinsey
- 1966 : Des agents très spéciaux (The Man from U.N.C.L.E.) (série TV), 2e saison, épisode 29 (Moins X) : Professor Lillian Stemmler
- 1967 : The Mothers-In-Law (série TV) : Eve Hubbard (1967-69)
- 1969 : In Name Only (TV) : Tante Theda Reeson
- 1972 : A Very Missing Person (TV) : Hildegarde Withers
- 1972 : All My Darling Daughters (TV) : Miss Freeling
- 1975 : L'Homme le plus fort du monde (The Strongest Man in the World) de Vincent McEveety : Harriet
- 1978 : Grease : Directrice McGee
- 1978 : A Guide for the Married Woman (TV) : Employment lady
- 1980 : The Dream Merchants (TV) : Coralee
- 1980 : Pour l'amour du risque (série TV), 1re saison, épisode 20 (Haute coiffure) : Sophie Vert
- 1981 : Under the Rainbow de Steve Rash : la Duchesse
- 1982 : Pandemonium : Warden June
- 1982 : Grease 2 : Directrice McGee
- 1983 : Alice au pays des merveilles (TV) : Reine des Cœurs

## Distinction
- Prix Sarah-Siddons 1967